# Косинский, Владимир Иванович
Владимир Иванович Косинский (26 февраля 1945, Котлас, Архангельская область — 14 июля 2011, Санкт-Петербург) — советский пловец, трёхкратный призёр XIX Олимпийских игр 1968 года. Экс-рекордсмен мира. Заслуженный мастер спорта СССР.

## Биография
Семья жила в г. Воркуте. Его родной отец, поляк по национальности, был выслан из Западной Белоруссии на Север. Владимир его не помнил. Мать вышла второй раз замуж за ссыльного с Украины, работавшего на шахте.

## Начало карьеры
Заниматься плаванием начал в 1959 г. под руководством Генриха Яроцкого — молодого специалиста, выпускника Ленинградского Института Физкультуры имени Лесгафта. И уже спустя два года на 7 Спартакиаде народов СССР спортсмен уступил всего 1.3 секунды действующему тогда рекорду страны. В 1963 г. на чемпионате СССР стал вторым вслед за Георгием Прокопенко, будущим призёром Олимпийских игр в Токио. В это время Яроцкий переезжает в Ленинград и Косинский остается без тренера.
В 1964 г. завоевывает «серебро» на чемпионате страны на дистанции 200 м брассом, и в 19 лет дебютирует в составе сборной команды СССР по плаванию на Олимпийских играх в Токио. Однако, в финале был лишь 8-м. Руководство сборной команды тогда посчитало такой результат провальным и спортсмена отчислили из сборной. Спортсмен переезжает в Ленинград к своему первому наставнику Генриху Яроцкому — 1966 г. он пропускает по болезни.
Возвращение в большое плавание в 1967 г. оказалось для спортсмена триумфальным. В ноябре 1967 г. он установил новый мировой рекорд в плавании брассом на дистанции 100 м (1:06:07). А незадолго до Олимпийских игр — рекорд мира на дистанции 200 м брассом.

## Олимпийские игры 1968
На Играх в Мехико (1968) завоевал «серебро» на дистанциях 100 и 200 м брассом. Также он завоевал «бронзу» в составе эстафеты на дистанции 4×100 м комбин. Именно его этап позволил квартету завоевать медаль и вывести команду СССР на 3-е место. Это был своеобразный рекорд — впервые в истории советского плавания советский спортсмен сумел завоевать сразу три олимпийские медали на одних Играх.

## Завершение спортивной карьеры
В 1972 г. в возрасте 27 лет он без особого успеха выступил на Олимпиаде в Мюнхене и после неё ушёл из большого спорта.
Работал преподавателем в Военном Институте Физической Культуры (ВИФК), а после увольнения в запас (в ранге полковника) несколько лет работал тренером по плаванию в СДЮСШОР «Локомотив», подготовив немало сильных пловцов-брассистов.
Скончался 14 июля 2011 года в Санкт-Петербурге. Похоронен в колумбарии Санкт-Петербургского крематория.

## Лучший личный результат
- 100 м брассом 1:06:7 (1967)
- 200 м брассом 2:26:2 (1972)

1. 1 2  http://www.swimming.ru/index.php?option=com_content&view=article&id=1075:2011-07-15-11-29-36&catid=1:2009-11-27-17-27-23&Itemid=30